# Landtag (Niemcy)

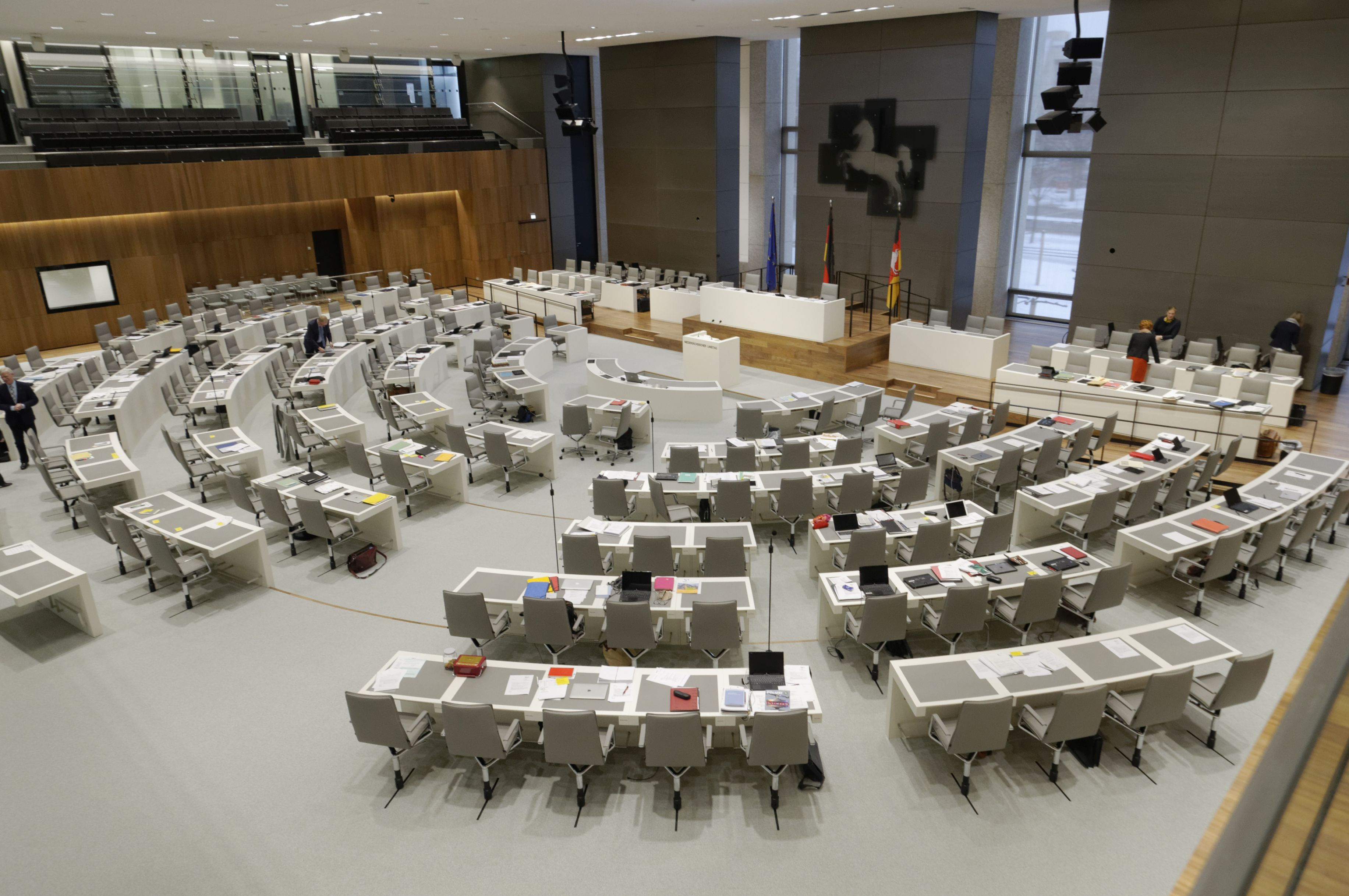
Sala plenarna Landtagu Dolnej Saksonii

Landtag – parlament jednego z krajów związkowych Niemiec. Landtagi działają na podstawie konstytucji danego kraju związkowego i mają siedziby w ich stolicach. Landtagi tworzą konstytucje krajów związkowych oraz prawodawstwo danych krajów związkowych, poza zakresem określonym przez ustawę zasadniczą Niemiec jako leżący w kompetencjach Bundestagu.
W Hamburgu i Bremie odpowiednikiem Landtagu jest Bürgerschaft (Zgromadzenie obywatelskie), zaś w Berlinie Abgeordnetenhaus (Izba Deputowanych).